# イシュケンベ

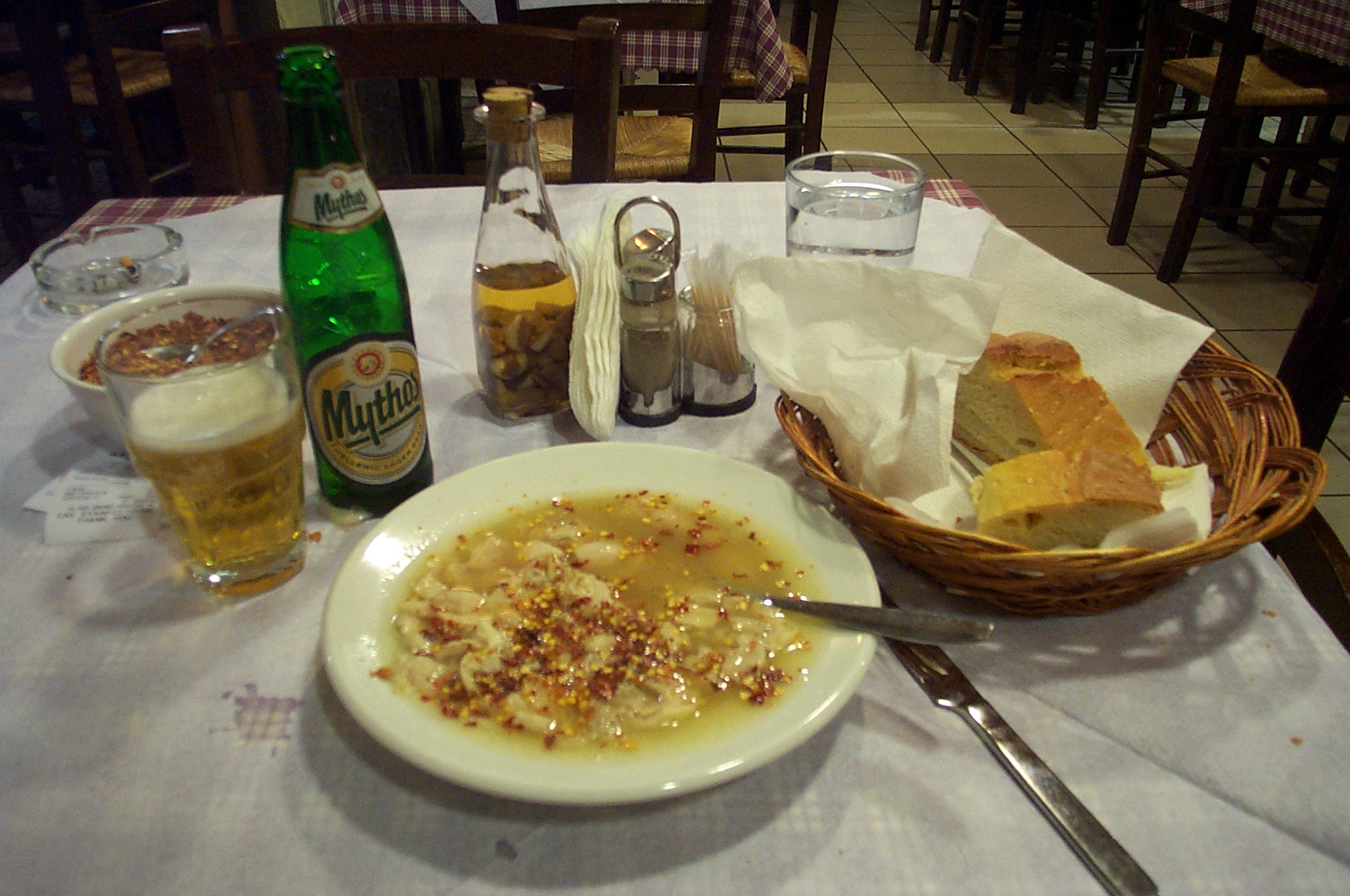
ギリシャのパツァス（πατσάς）

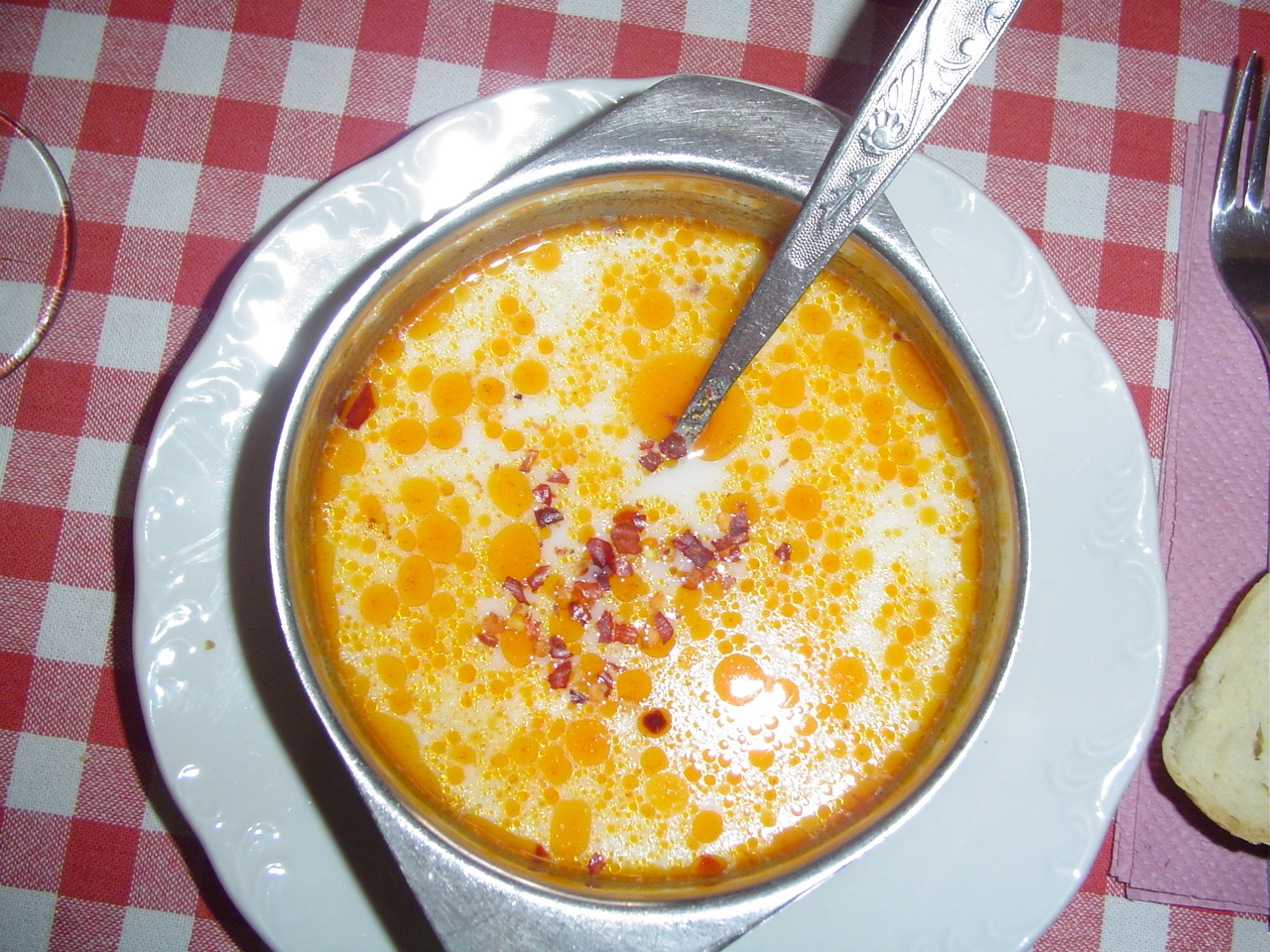
シュケンベ・チョルバ

イシュケンベ（トルコ語:İşkembe）とは、トルコ、ギリシャ、ブルガリア、マケドニア共和国、セルビア、ルーマニア等のバルカン半島とその周辺でみられる臓物のスープである。酢やレモン果汁で味付けされることもある。一般に、二日酔いに効くと信じられている。イシュケンベは、一般に牛乳とヒマワリ油が調理に使われ、ニンニク、酢、唐辛子などで味付けされる。

## 各地域のイシュケンベ
セルビア語およびブルガリア語ではシュケンベ・チョルバ（Шкембе чорба / Shkembe chorba、Škembe čorba）、マケドニア語ではチュケンベ・チョルバ（Чкембе чорба / Čkembe čorba）と呼ばれる。セルビアでは、新鮮なウシの胃袋をタマネギ、ニンニク、パプリカとともに調理する。揚げたベーコンとニンニクなどで味付けされる。
ギリシャ語ではパツァス（πατσάς / patsás）と呼ばれる。これはトルコ語で「足」等を意味する言葉「paça」に由来する。トルコ語の「işkembe」に由来するスケンベス（σκεμπές / skempés）の呼び名もまた広く用いられている。ギリシャ版では仔牛の足を用いることもあり、赤ブドウ酢やニンニク、アボゴレモノ（avgolemono）で味付けされる。
ルーマニア語ではチョルバ・デ・ブルタ（ciorbă de burtă）と呼ばれ、ブタの脚のスープ、チョルバ・デ・チョカネレ（ciorbă de ciocănele）の変種として、これと同様に調理して供される。
また、異なる種類の胃袋のスープはチェコでよく見られ、ドルシュチコヴァー・ポレーフカ（dršťková polévka）と呼ばれる。これもまた、二日酔いに効くとされている。

## 呼称
トルコ語で「イシュケンベ」（İşkembe）とは「腹」あるいは「胃」を意味し、「チョルバ」（çorba）とは「スープ」を意味する。いずれも、ペルシャ語に起源を持つ言葉である。